# آدم برفی (کتاب)
آدم برفی، کتابی مصور و بدون کلمه است که توسط ریموند بریگز نویسنده انگلیسی و برای اولین بار در سال ۱۹۷۸ توسط نشر هامیش هامیلتون در انگلستان منتشر شد؛ و در ماه نوامبر همان سال نیز برای دومین بار توسط نشر راندوم هاوس در ایالات متحده منتشر شد. این کتاب جایزه مدال کیت گریونوی را از انجمن کتابخانه‌ها به عنوان بهترین کتاب مصور کودک که توسط بیک نویسنده انگلیسی نوشته شده‌است را به خود اختصاص داد.